# Bifrenaria racemosa
Bifrenaria racemosa là một loài lan.
 Tư liệu liên quan tới Bifrenaria racemosa tại Wikimedia Commons

## Hình ảnh

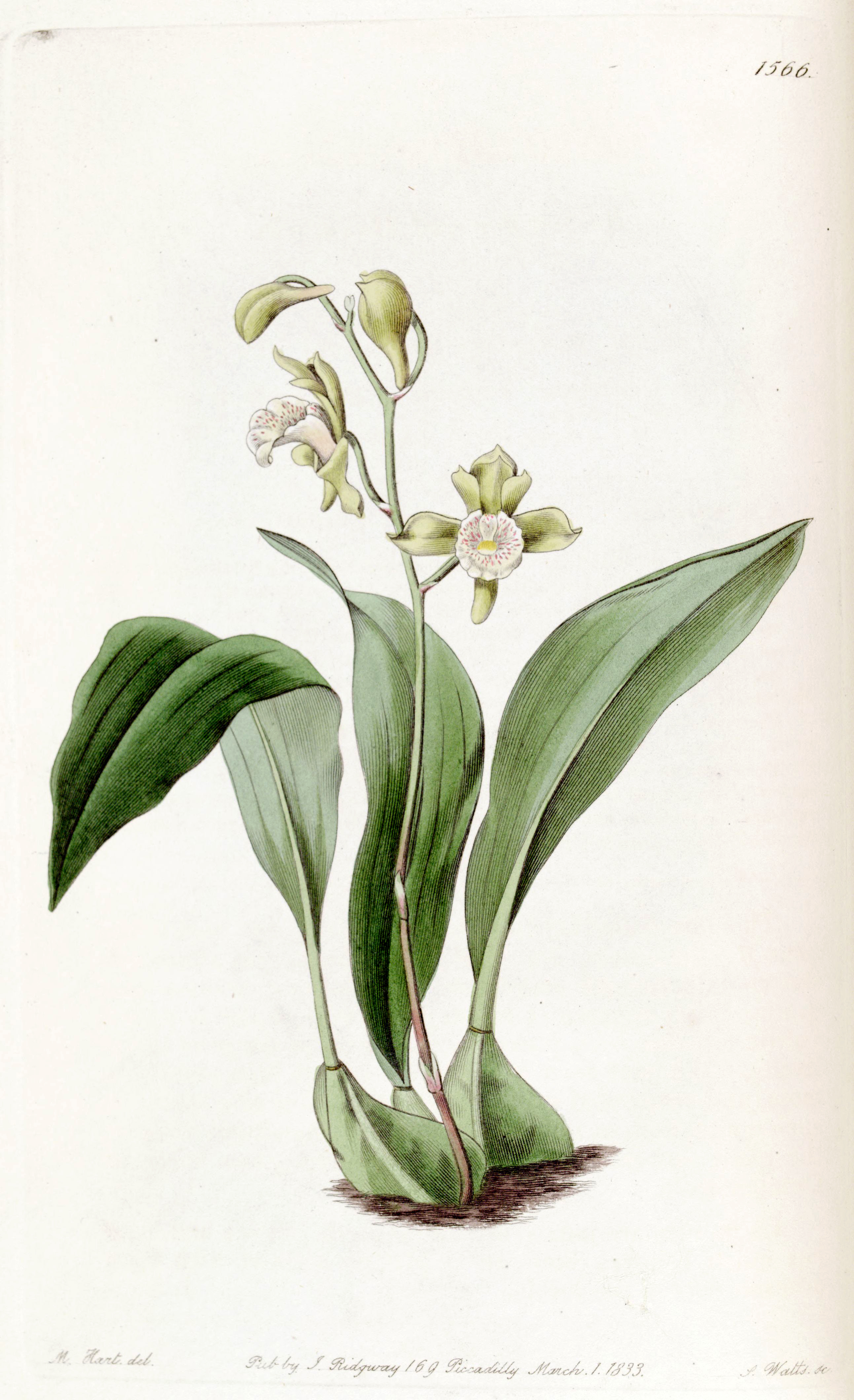
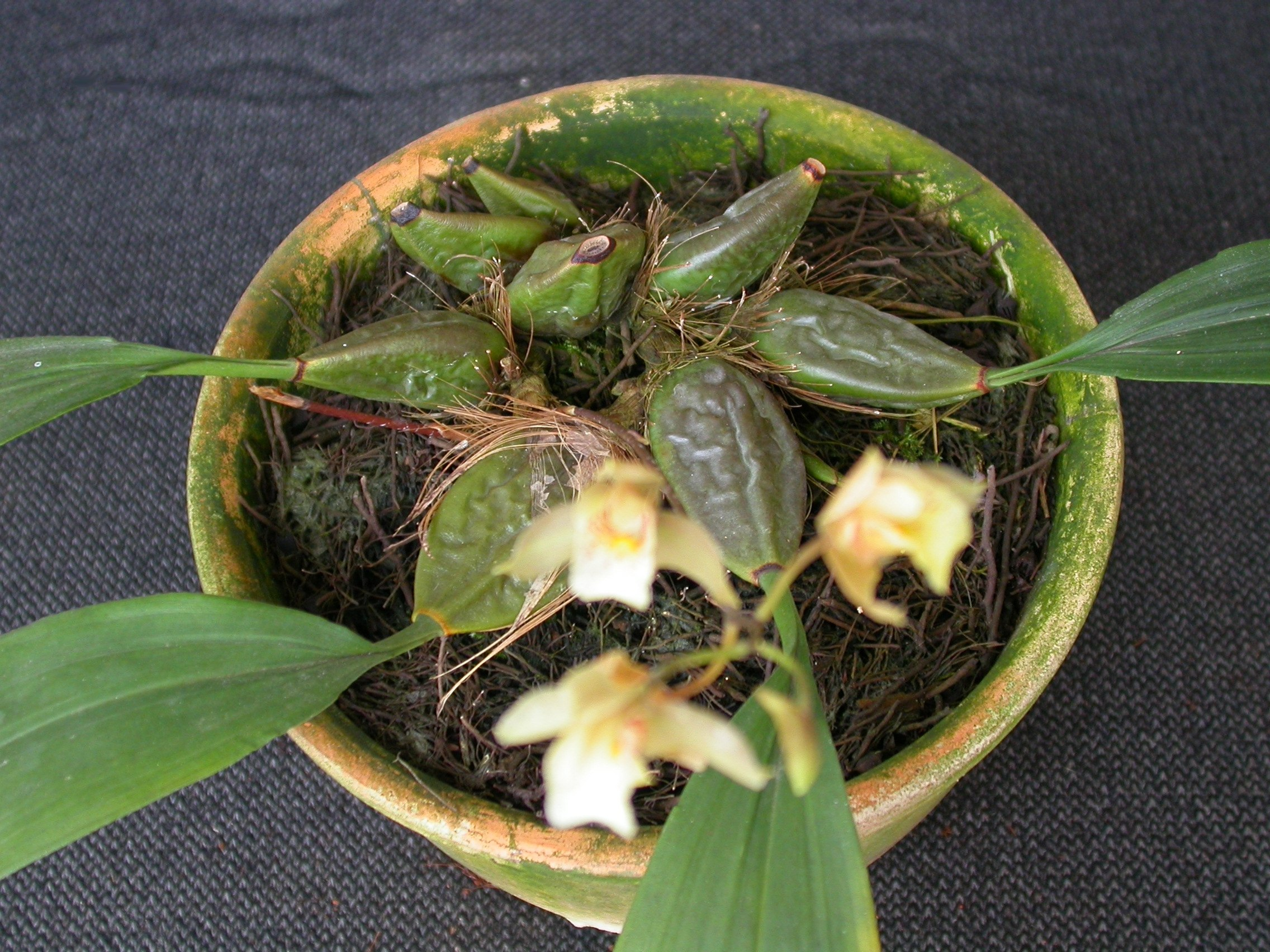
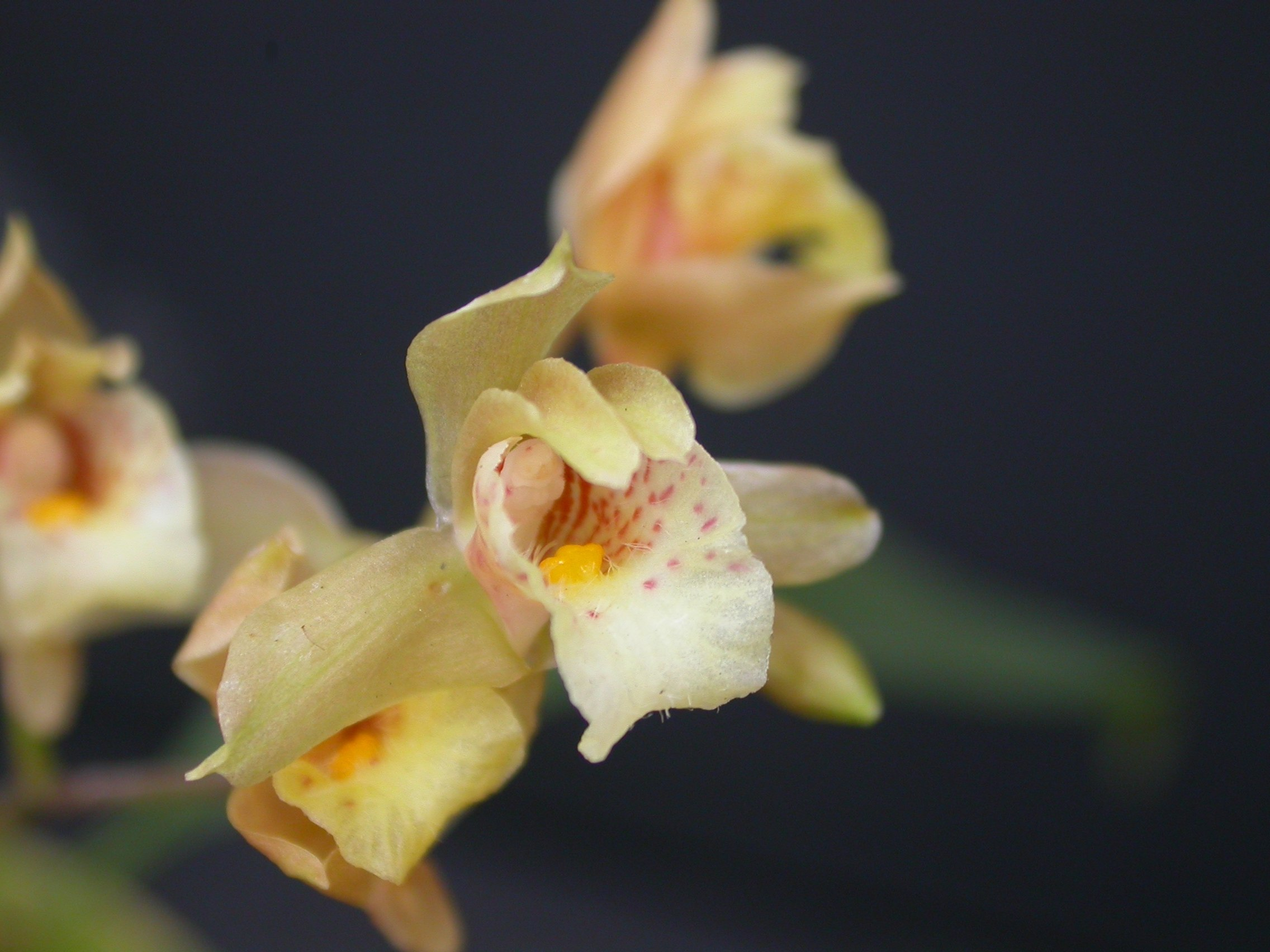
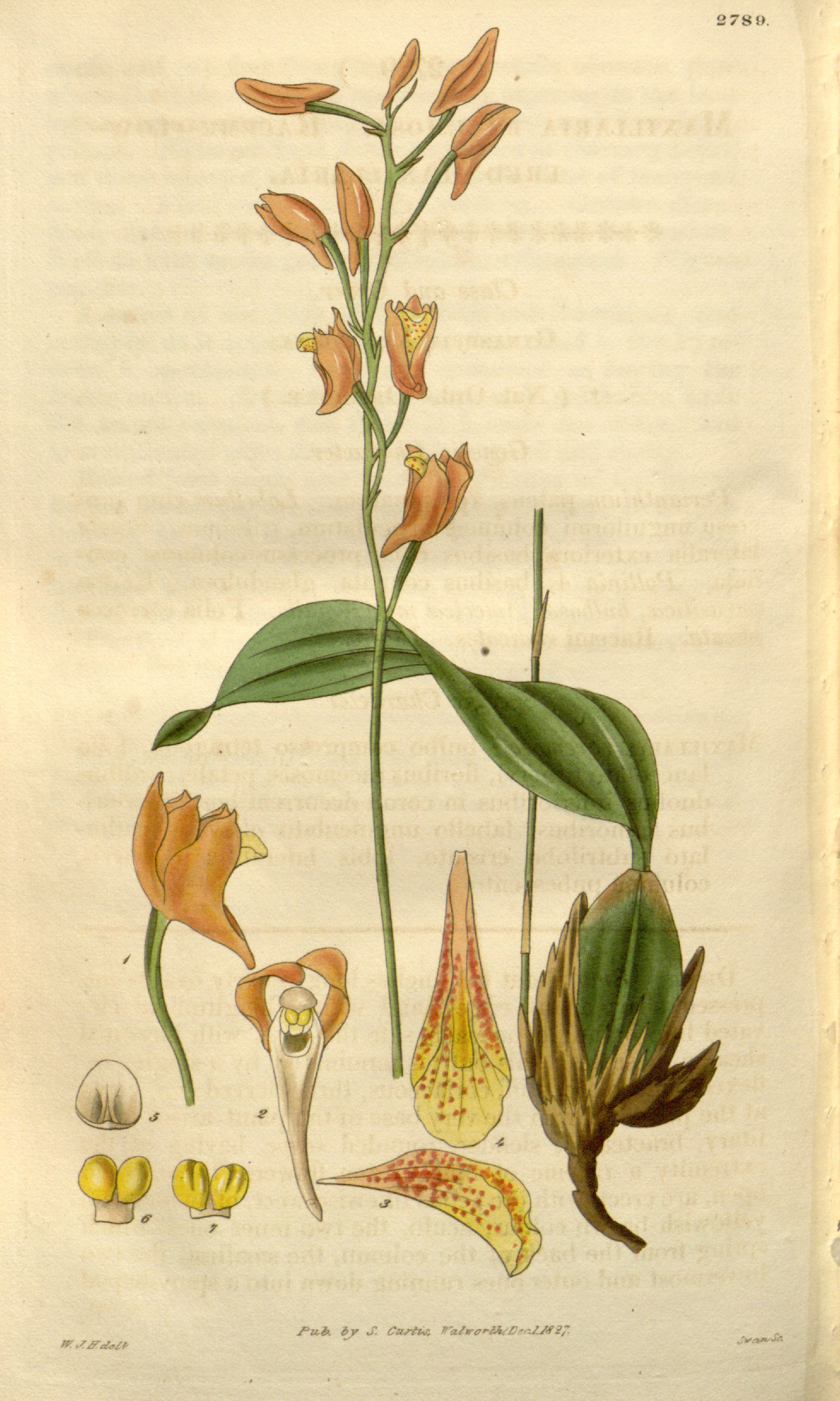